# 知的障害者更生施設
知的障害者更生施設（ちてきしょうがいしゃこうせいしせつ）とは、かつて知的障害者福祉法第21条6に規定されていた、満18歳以上の知的障害者を入所もしくは通所させ、社会生活適応・生活習慣確立のための生活支援、職能訓練など、障害者が自立し地域で社会生活を行なえるよう支援または訓練することを目的とした福祉施設である。
知的障害を持つと判定され、療育手帳が交付されている人が利用申し込みができる。なお他に身体障害者手帳もしくは精神障害者保健福祉手帳を交付されていてもこれによって知的障害者更生施設を利用できないということはない。また介護保険被保険者証が交付されてもこれによって直ちに老人福祉施設へ移行しなければならないということはない。
利用者は、会話が成立する人から身辺自立の言語による意思伝達の難しい利用者まで幅広く利用している。

## 種類
通所施設と入所施設がある。ともに第1種社会福祉事業とされている。
財団法人日本知的障害者福祉協会の調査では、2006年3月1日現在、入所施設は1,487箇所、通所施設は516箇所、通所施設の分場は165箇所ある。
活動として自主生産作品や農作業・下請け作業などを行っている施設も少なくない。

## 施設の概説

### 措置の時代
1960年（昭和35年）、精神薄弱者福祉法制定により、「精神薄弱者更生施設」という名称で位置づけられた。なお、当該法律は、1999年（平成11年）4月1日に施行された「精神薄弱の用語の整理のための関係法律の一部を改正する法律」によって知的障害者福祉法へ改名され、同時に施設種別名も知的障害者更生施設に改められている。
障害者が施設を利用する際には、福祉事務所によって各施設に「措置」された。本人が希望できるのは種類までで、実際にどの施設に入所・通所させられるかは行政が決定した。利用にあたり、収入に応じた自己負担金を行政に納付していた。
利用者と職員の関係は、指導・訓練と称して社会復帰を目的として行われていた措置の時代には、利用者から「先生」と呼ばれることが多かった。これは、成人施設より早く作られた知的障害児施設において、養護学校や養護学級に代わって職員が学校と同様の授業を行なって児童を学業面でも支援したことから「先生」と呼称されたため、児童施設から成人施設に入った障害者が職員に「先生」と当然のように呼びかけたことも一因である。
1998年（平成10年）頃より、国や自治体が知的障害者施設で提供される福祉サービスの内容を点検するチェック項目を定めて施設職員やオンブズマンに評価をさせるようになった。その項目中に、「利用者（障害者）に職員を先生と呼ぶように強制しない」という項目が設けられたこともあり、このような呼称は聞かれなくなってきている今は同僚、指導員、施設長とも全員に普通の名前のみ（「さん」付け）しか呼べなくなっている。

### 支援費制度
2003年（平成15年）に、支援費制度をはじめとする社会福祉基礎構造改革のもと、「措置から利用契約」へ切り替わる中、対等な立場として支援・援助のサービスを展開させてきている。
障害者は自分で利用したい施設を決めることができるようになり、施設の利用定員に空きがあれば、施設と直接利用契約を締結して入所・通所することになった。施設には、障害者の利用希望を原則として拒めない「応諾義務」が課せられた。たとえばその障害者の障害が非常に重く、入所施設を利用すべきと思われても、本人（あるいはその家族）が通所施設を希望するなら、通所施設は定員に空きがあればこれを断ってはならないとされた。ただし、たとえば障害者が知的障害のほかに身体障害を持っており、施設の構造上対応ができない場合など、やむを得ない場合のみ、サービス利用申し込みを断ることはできる。
行政は障害者に「支援費支給決定通知」と「支援費受給者証」を発行する。利用料は障害者の収入額によって行政が決定し、受給者証に記載する。障害者はその額を施設に直接納付する。（応能負担）
また、入所施設においては、一度入所すれば一生その施設で過ごすという意識が利用する側にも受け入れる施設側にもあった。しかし契約制度が導入されたことで利用者に施設を選ぶ権利が与えられ、通過施設という考え方が関係者に広まった。すなわち、障害者は入所した施設において、社会復帰を最終目的とした訓練（日常の動作が1人でできるようになることから、職業訓練を経て企業等に就職できるようになるまで）を受け、いずれその入所施設を出て地域にあるグループホーム等で暮らしたり、家族の元から通所施設へ通うようになるべきという考え方である。

### 障害者自立支援法→障害者総合支援法施行後
2006年（平成18年）4月1日に施行された障害者自立支援法（現在の障害者の日常生活及び社会生活を総合的に支援するための法律）により、知的障害者更生施設は2012年（平成24年）3月31日までに新しい障害福祉サービス体系に移行しなければならなくなった。
移行していない施設は、行政上では「旧法知的障害者更生施設」と呼ばれ、そこで提供されるサービスも「旧法知的障害者入所更生サービス」「旧法知的障害者通所更生サービス」となった。
行政は障害者に「○○費支給決定通知」（○○の部分は利用するサービスによって異なる。また2文字とは限らない）と「障害福祉サービス受給者証」を発行する。利用料は、障害者が受けるサービスの１割に相当する額か、障害者の収入額に応じた上限額のどちらか低い額となり、行政が決定して受給者証に記載する。障害者はその額を施設に直接納付する。（応益負担）

## 新体系サービスへの移行
現在の知的障害者更生施設が新福祉サービス体系に移行すると、施設種別名称は指定障害者支援施設または指定障害福祉サービス事業者に変わる。また第2種社会福祉事業に該当することとなるが、施設入所支援を行ないつつ他の施設障害福祉サービスを提供する場合は第1種社会福祉事業に該当する。

### 新体系サービスの内容
施設利用している障害者は、自分が必要とするサービスを選択することになる。
- 入所施設の利用者
  - 介護サービスを受けたい時は、日中は生活介護サービス、夜間は施設入所支援サービスを選択
  - 生活面の自立を図りたい時は、日中は生活訓練サービスなど、夜間は施設入所支援サービスなどを選択
  - 働きながら自立した生活をしたい時は、日中は生活訓練サービスまたは就労移行支援サービスなど、夜間はグループホーム・福祉ホームなどを選択
- 通所施設の利用者
  - 介護サービスを受けたい時は、日中は生活介護サービスを選択
  - 福祉サービスを受けつつ働きたい時は、日中は就労継続支援（非雇用型）サービスを選択
  - 働きながら自立した生活をしたい時は、日中は就労移行支援サービスなどを選択

## 主要な知的障害者更生施設
- のぞみの園 - 独立行政法人国立重度知的障害者総合施設のぞみの園が運営。2006年10月、障害者自立支援法の本格施行に伴って新事業体系に移行している。
- 滝乃川学園
- ポレポレ苑
- 旭川荘
- 札幌報恩学園